# Fürstlicher Park Inzigkofen

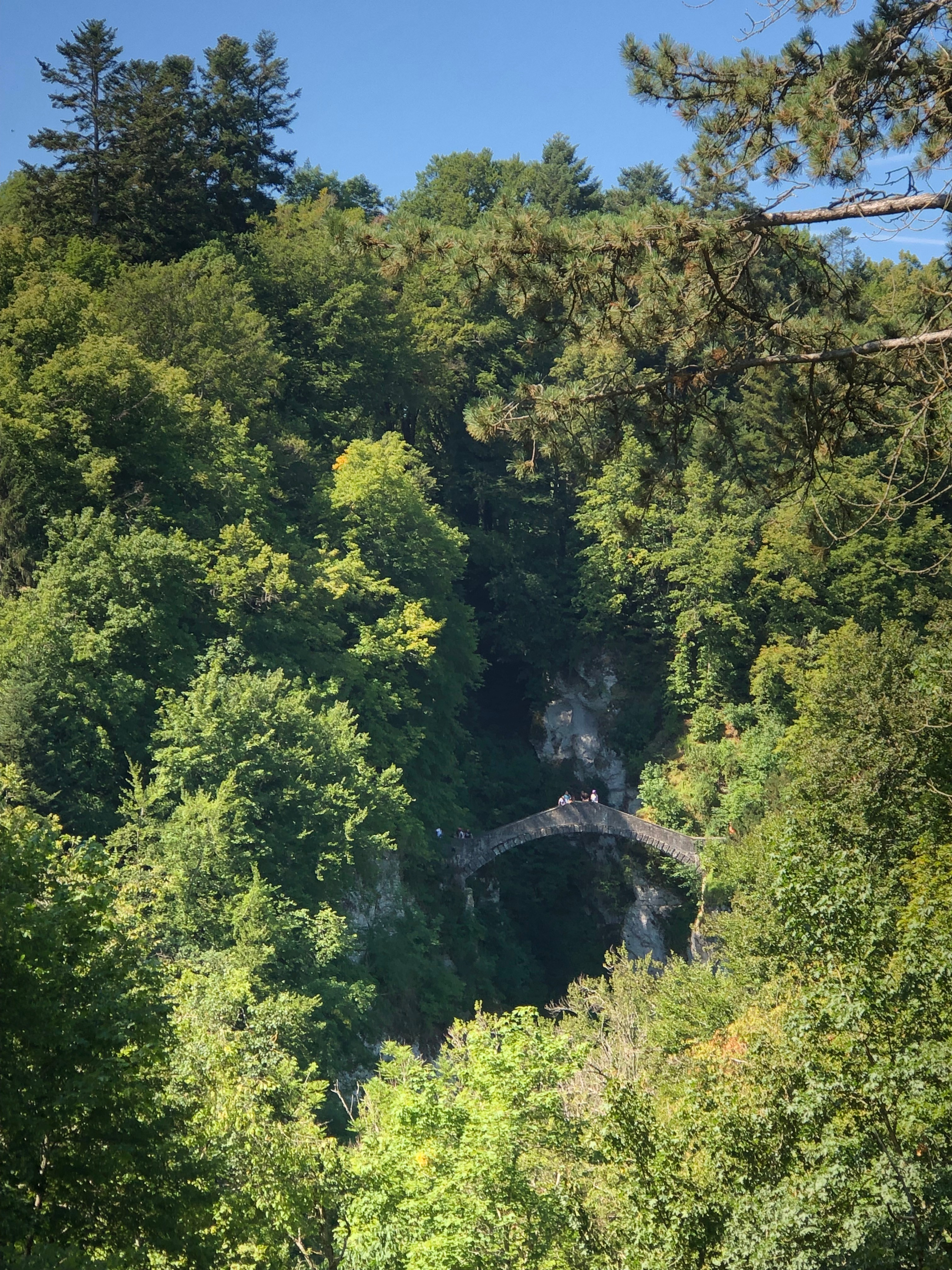
Teufelsbrücke im Park, von der Eremitage aus gesehen.

Der Fürstliche Park Inzigkofen, auch Fürstliche Anlagen Inzigkofen genannt, ist ein Landschaftsgarten aus der Romantik mit kulturhistorisch bedeutsamer Gartenarchitektur. Der Park wurde 1811 bis 1829 in der heute baden-württembergischen Gemeinde Inzigkofen, westlich der hohenzollerischen Kreisstadt Sigmaringen, zu beiden Seiten der Donau angelegt. Veranlasst hatte dies Fürstin Amalie Zephyrine, die auch „Prinzessin von Paris“ und „Retterin des Hauses Hohenzollern“ genannt wurde. Das 25 Hektar große Parkgelände ist im Besitz des Fürstenhauses Hohenzollern und wird seit Jahren in ehrenamtlicher Arbeit durch die Mitglieder der Ortsgruppe Inzigkofen des Schwäbischen Albvereins betreut.

## Sehenswürdigkeiten

### Amalienfelsen

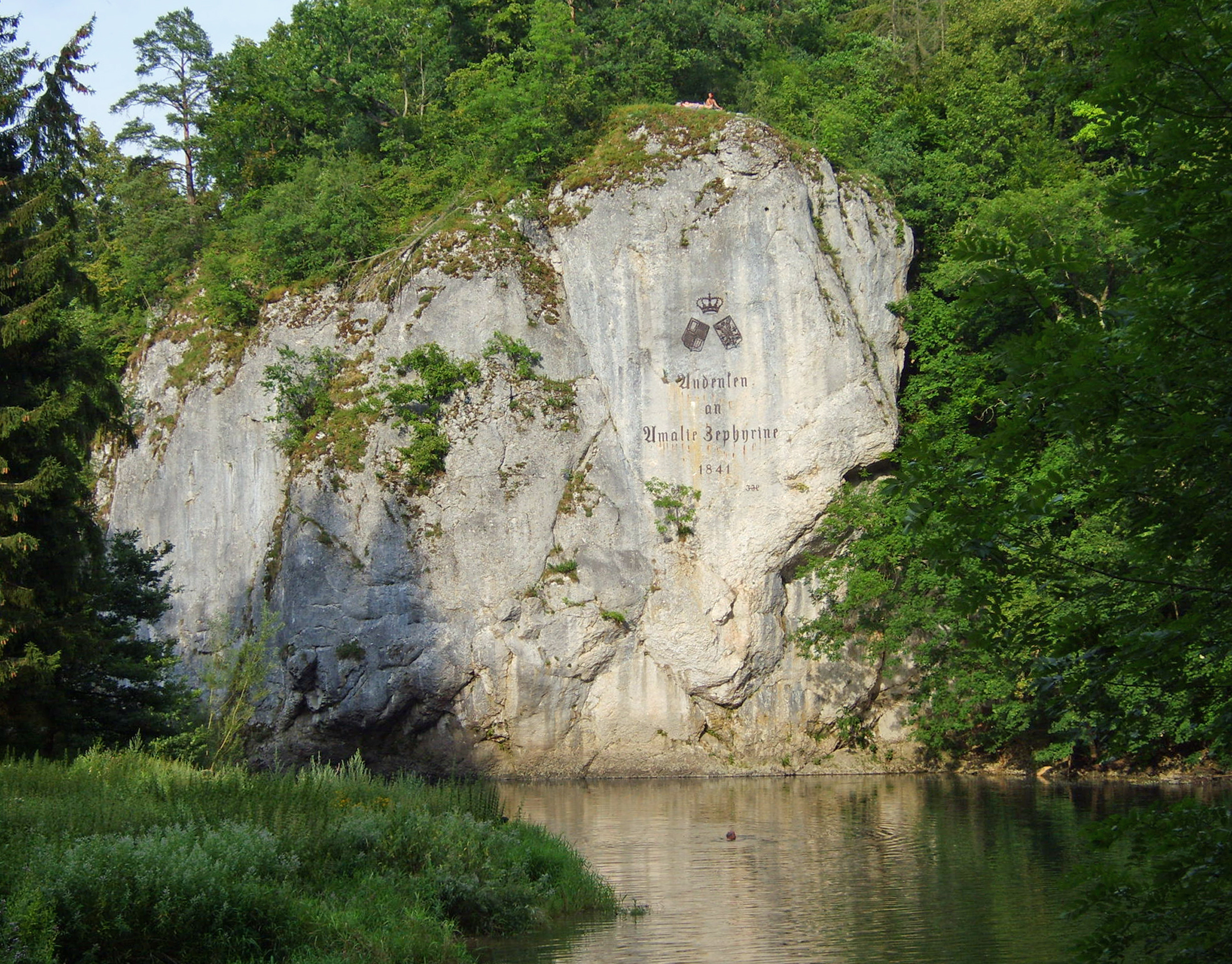
Der Amalienfelsen unterhalb des Parks

Der 28,6 Meter über dem Wasserspiegel der Donau aufragende Felsen erinnert mit den großen Eisenlettern „Andenken an Amalie Zephyrine 1841“ sowie dem Allianzwappen der Fürstenhäuser Hohenzollern-Sigmaringen und Salm-Kyrburg an die Schöpferin des Inzigkofer Landschaftsparks, die Sigmaringer Fürstin Amalie Zephyrine (1760–1841), eine geborene Prinzessin von Salm-Kyrburg, und ihren Ehemann Fürst Anton Aloys von Hohenzollern-Sigmaringen (1762–1831). Mit der romantischen Felspartie verbindet sich die Sage, dass sich Amalie Zephyrine von hier auf einem Schimmel aus Liebeskummer in die Fluten der Donau gestürzt habe. Tatsächlich starb sie am 17. Oktober 1841 im für damalige Zeiten hohen Alter von 81 Jahren in dem für sie nach dem Wegzug aus Inzigkofen errichteten „Schlössle“ am Leopoldsplatz Sigmaringen.

#### Panoramablick und Lindenallee auf dem Amalienfelsen

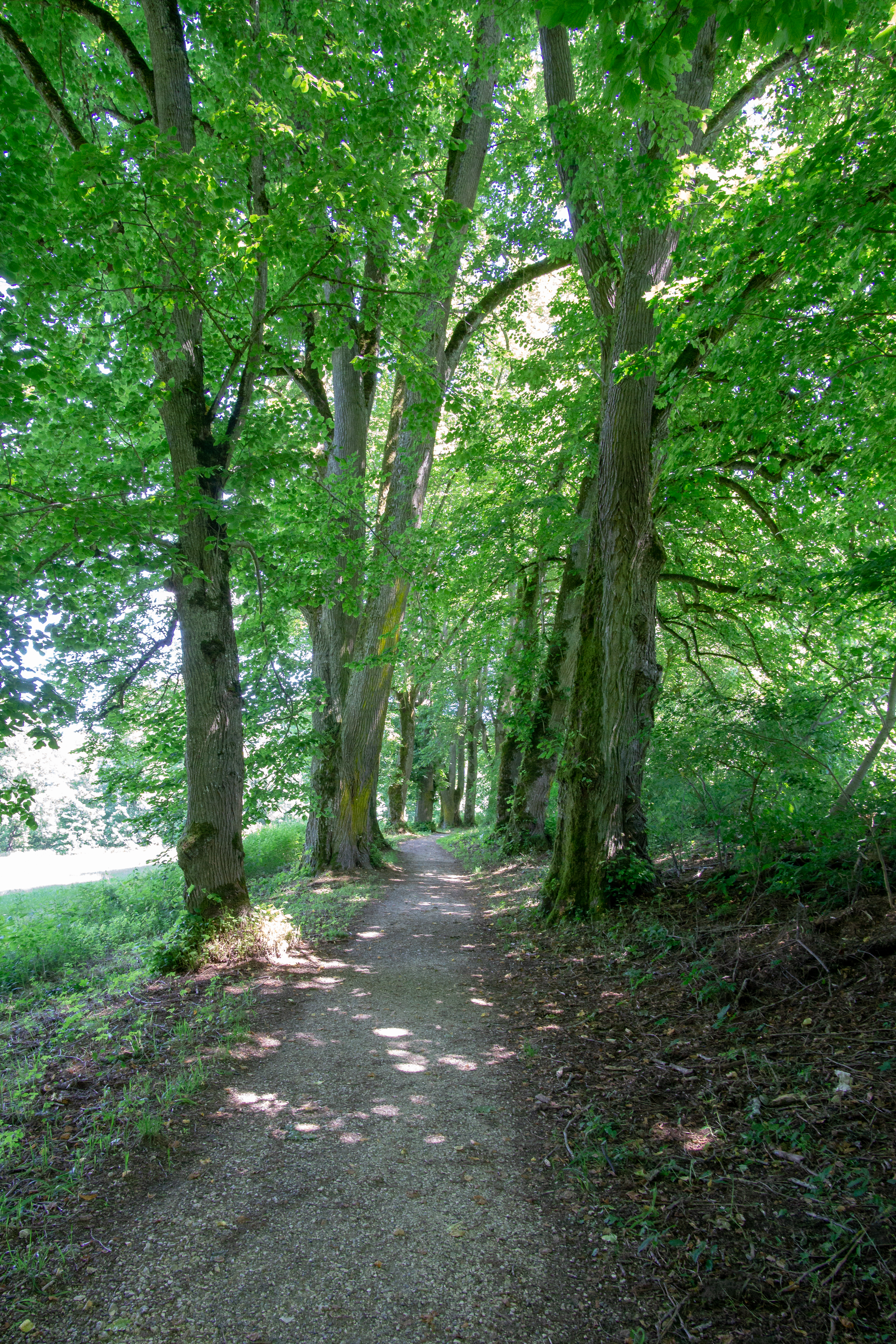
Lindenallee

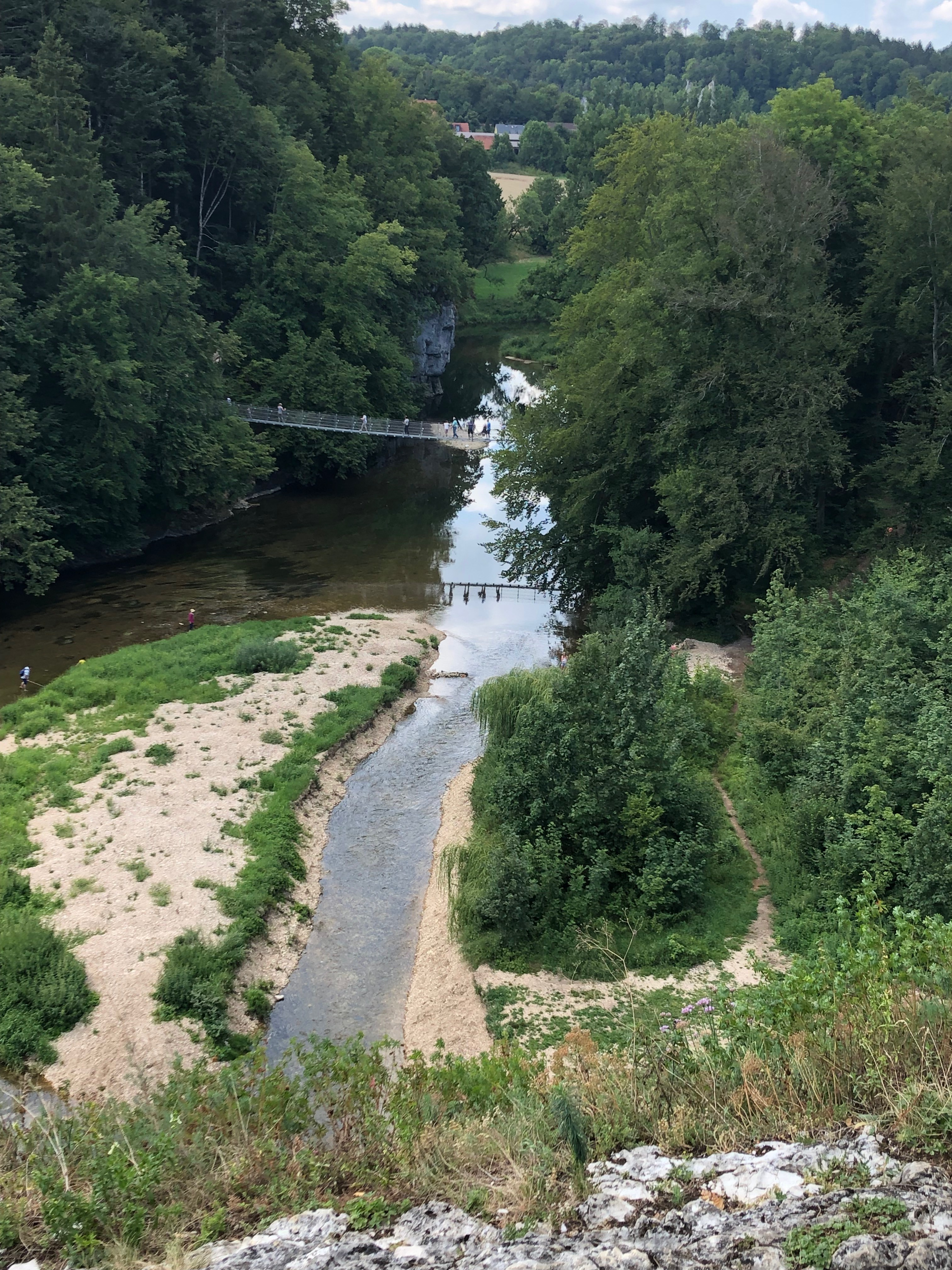
Blick vom Amalienfelsen auf Donau und Hängebrücke

An den steil über die Donau aufragenden Amalienfelsen schließt sich ein etwa zwei Hektar großer sanft nach Südosten abfallender Höhenzug an. Der Zugang zu dieser Anhöhe ist wahlweise über einen in weitem Bogen verlaufenden, moderat ansteigenden Spaziergang längs des Südhangs oder aber auch durch eine steile Felspartie auf der Südwestseite möglich. Besondere Attraktionen auf der Anhöhe sind zum einen der über den gesamten vorderen Park und zur Eremitage reichende Panoramablick von der steilen Hangkante des Amalienfelsens hoch über der Donau und zum anderen die langgezogene Lindenallee auf der Kuppe des Höhenzugs, die beim Abstieg den Blick exakt auf den Turm der Wallfahrtskirche St. Peter und Paul in Laiz frei gibt. Im Gegensatz zur heutigen Verbuschung stand die Lindenallee ursprünglich gänzlich frei, und nur die steileren Hangpartien waren mit Gehölzgruppen bepflanzt.

### Denkmal für Fürst Friedrich III. von Salm-Kyrburg

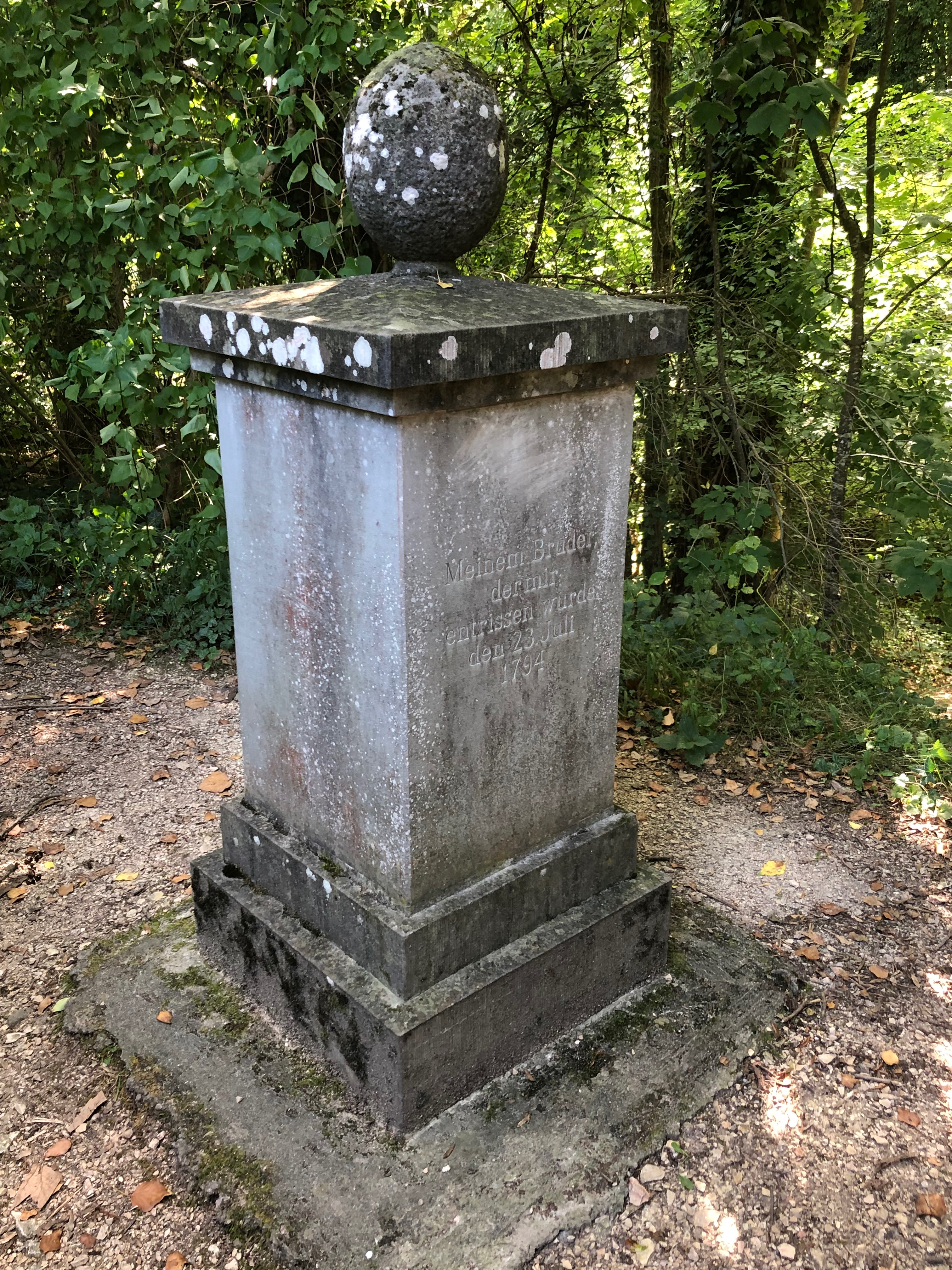
Denkmal für Fürst Friedrich III. von Salm-Kyrburg

Das auf einem 4,5 Meter hohen Jurakalk-Felsen am östlichen Rande der fürstlichen Anlagen errichtete schlichte Sandstein-Denkmal erinnert an den Lieblingsbruder von Fürstin Amalie Zephyrine, Fürst Friedrich III. von Salm-Kyrburg (1745–1794), der in der Französischen Revolution am 23. Juli 1794 in Paris guillotiniert wurde. Amalie Zephyrine hielt ihm über seinen Tod hinaus die Treue und errichtete zunächst in Paris und sodann in den 1820er Jahren im Inzigkofer Park sehr persönliche Stätten des Gedenkens und der Trauer. Vom mit Ziersträuchern und Bäumen bepflanzten und mit einer Ruhebank ausgestatteten Denkmalhügel eröffnet sich der Blick auf die Kirche von Laiz und das Schloss Sigmaringen. Das Denkmal wurde nach seinem Abgang nach älteren Beschreibungen und Zeitzeugenerinnerungen 1998 rekonstruiert.

### Bootslände und Donausteg

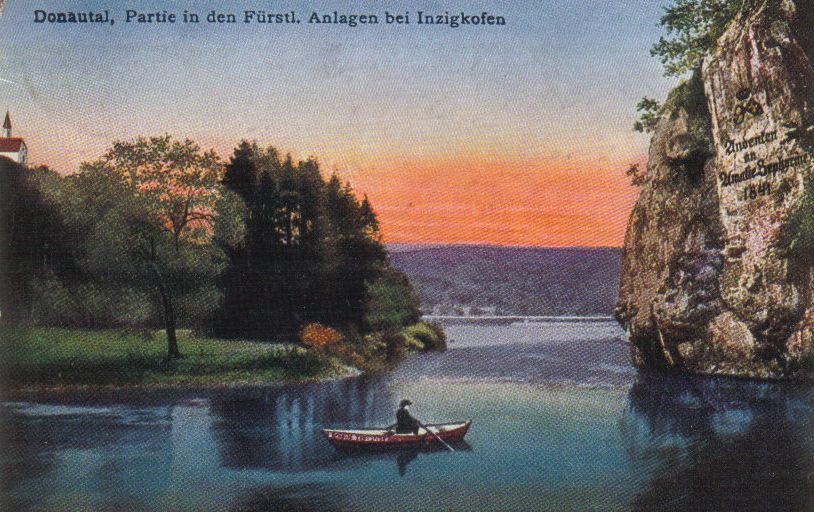
Die kolorierte Postkarte aus dem Jahr 1905 zeigt den Amalienfelsen mit Inschrift und Wappen und die jenseits der Donau gelegene Eremitage mit der Meinradskapelle.

Die Donau ist der zentrale Bezugspunkt der Inzigkofer Anlagen, die sich zu beiden Seiten des Flusses erstrecken. Markiert durch eine hoch aufragende Schiffssäule und Ruhebänke bestand zwischen Süd- und Nordufer an der hier besonders breiten Flusspartie im 19. Jahrhundert eine durch ein Seil gesicherte Fährverbindung, die zusammen mit auf Bild- und Fotomotiven häufig wiedergegebenen Booten die besondere Attraktion des Übersetzens bot. 1940 errichtete eine in Inzigkofen einquartierte Pioniereinheit der Wehrmacht einen hölzernen Steg über die Donau, der bis zu seiner Zerstörung durch ein Hochwasser 1953 von den Parkbesuchern viel begangen wurde. Holzpfähle im Donauwasser erinnern bis heute an diese verloren gegangene Verbindung zwischen den beiden Ufern des Parks.

#### Hängebrücke

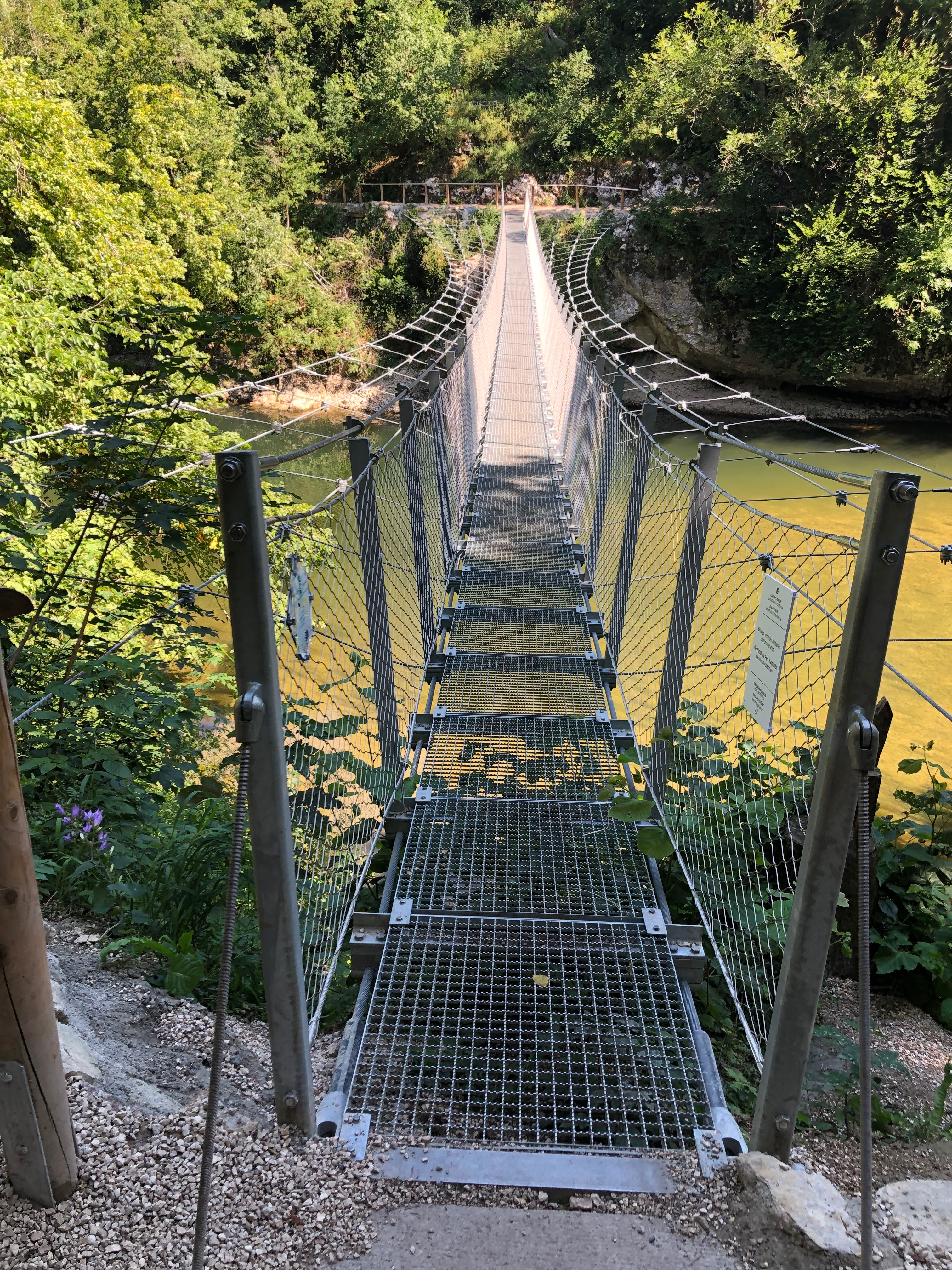
Fußgängerhängebrücke (2019)

Einen Holzsteg über die Donau, 1940 von einer Pioniereinheit oberhalb des Amalienfelsens gebaut, riss am 27. Juni 1953 ein Hochwasser weg. Als Ersatz zur Anbindung des nördlichen Parkteils errichtete ein Schweizer Unternehmen für 665.000 Euro eine Fußgängerhängebrücke. Diese wurde im März 2019 im Beisein des baden-württembergischen Ministerpräsidenten Winfried Kretschmann eingeweiht.

### Aussichtspunkt zu Felsen und Donauauen
Der Anstieg von der Bootslände entlang des Steilhangs auf der rechten Donauseite bis zur Teufelsbrücke und darüber hinaus bis auf die Hochebene führt über aufwendig errichtete und zu unterhaltende Wanderwege mit einer Vielzahl von Stufen, durch mit Geländer gesicherte Felspartien, über Treppenkonstruktionen sowie auf Stützmauern ruhenden Wegstücken, wobei als Baumaterial in früheren Zeiten Kalktuff, heutzutage dagegen mitunter Beton verwendet wird. Immer wieder bieten sich unvermittelt Ausblicke auf die Eremitage, die tief unten vorbeiströmende Donau, auf den Nickhof, auf die Wiesen und Auen entlang des Flusses und auf die umgebenden Felsformationen im Durchbruchstal der Donau. Bänke laden zum Verweilen, zum Ausruhen nach dem Anstieg, zum Genießen der abwechslungsreichen Aussicht ein.

### Teufelsbrücke

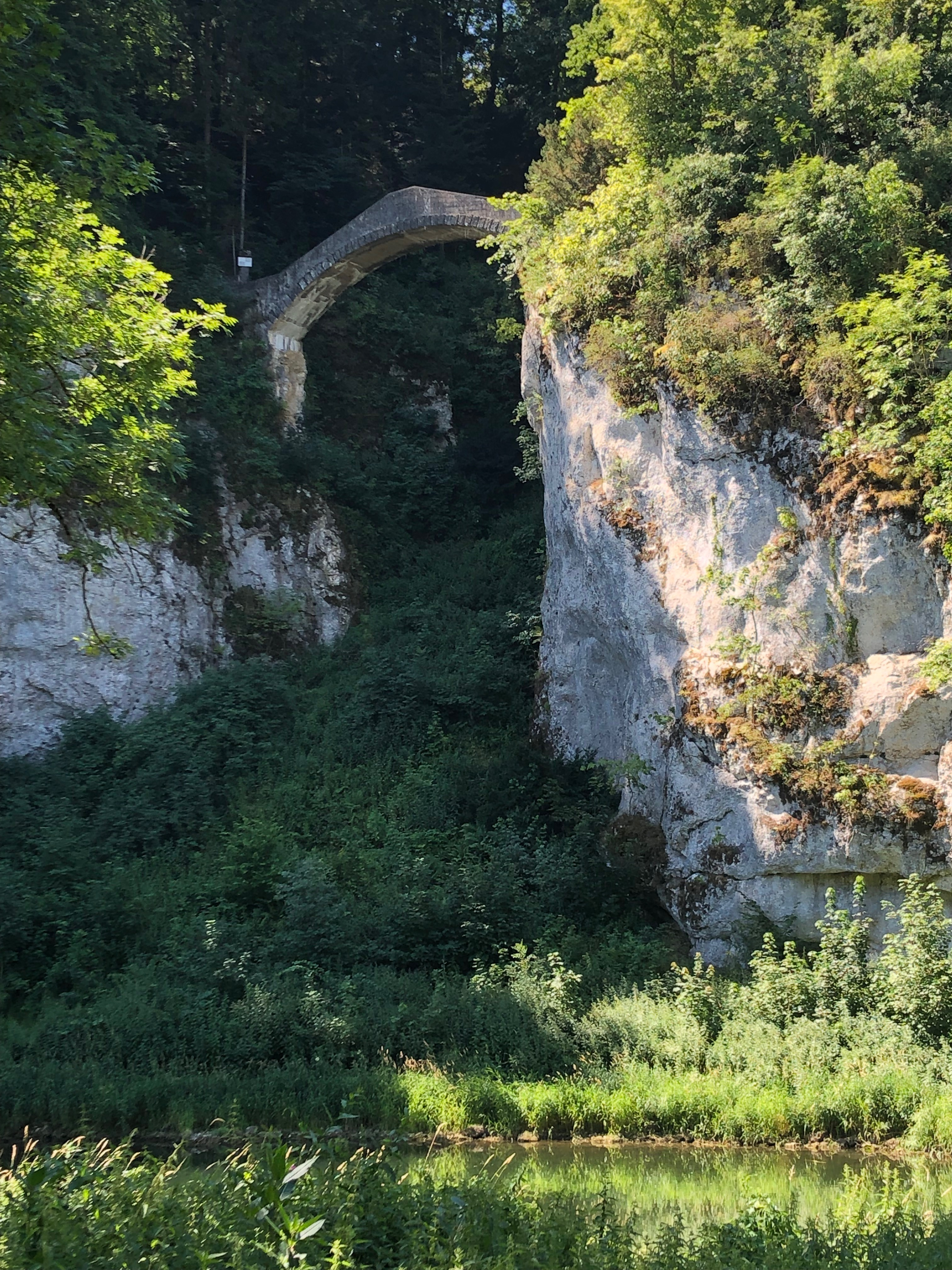
Die „Teufelsbrücke“ über der „Höll“-Schlucht

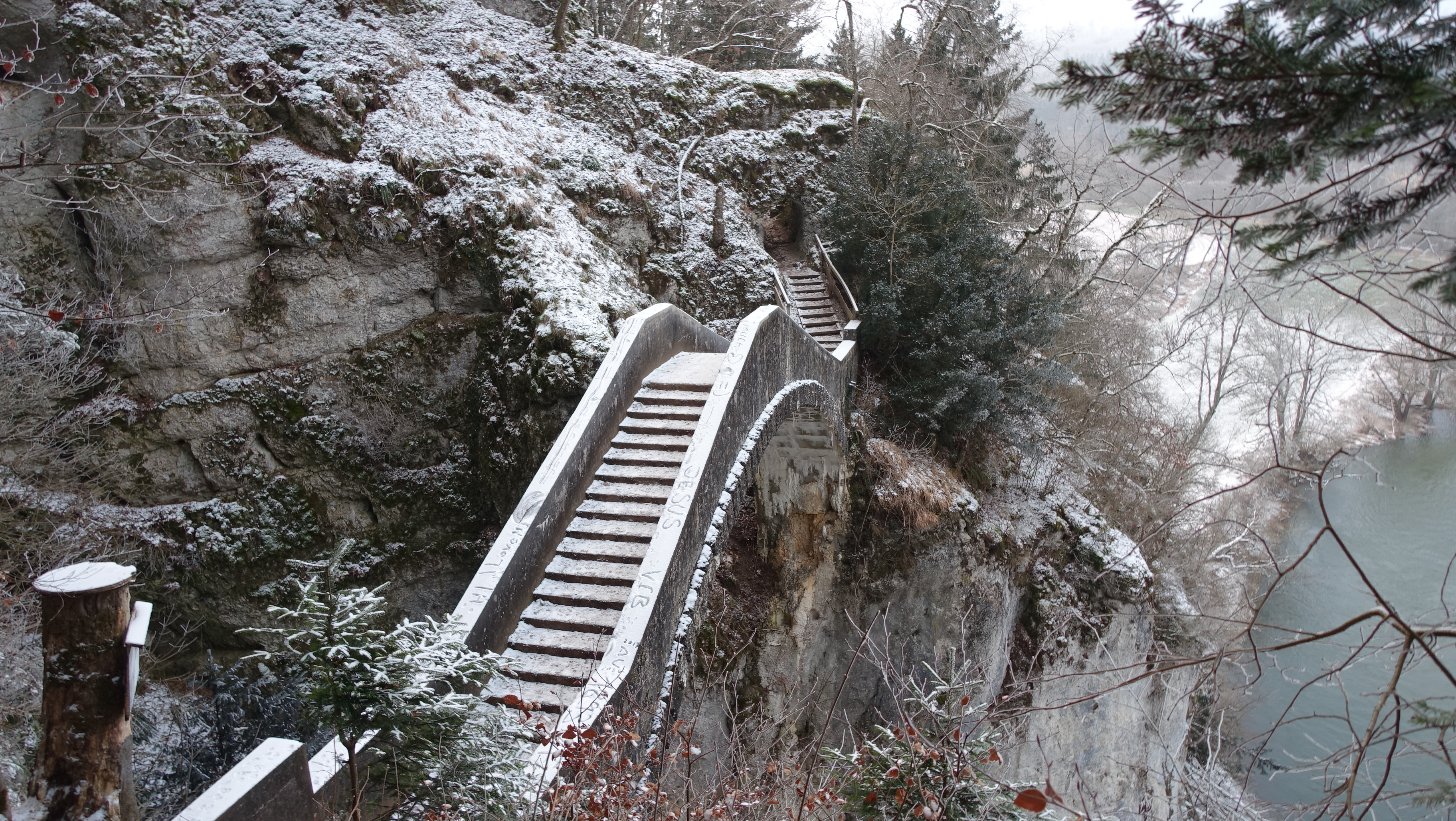
Teufelsbrücke im Winter

Eine der markantesten Sehenswürdigkeiten in den Fürstlichen Anlagen ist die Teufelsbrücke, die eine Länge von 21,5 Metern eine Schlucht, die 19,5 Meter tiefe „Höll“, überquert. Die bei der Erweiterung des Parks nach Westen 1843 konstruierte Holzbrücke wurde 1895 durch eine geschwungene Betonkonstruktion mit auf- und absteigenden Treppen ersetzt. Die Brücke, deren Benennung wohl auf die Schweiz-Begeisterung der Romantik zurückgeht und von der echten Teufelsbrücke beim Gotthardpass abgeleitet ist, wird alsbald mit einer Sage ausgeschmückt, wonach der Baumeister den ihm bei der Brückenkonstruktion hilfreichen Teufel bei der Einforderung des „Lohns“ zu überlisten vermochte. Nach dem Passieren der Brücke verlässt man die Schlucht durch einen vier Meter langen, künstlichen Felstunnel. Die unterhalb der Brücke liegende „Höll“ war in den frühen Tagen durch eine Treppen- und Steganlage, die „Himmelsleiter“, begehbar.

### Känzele

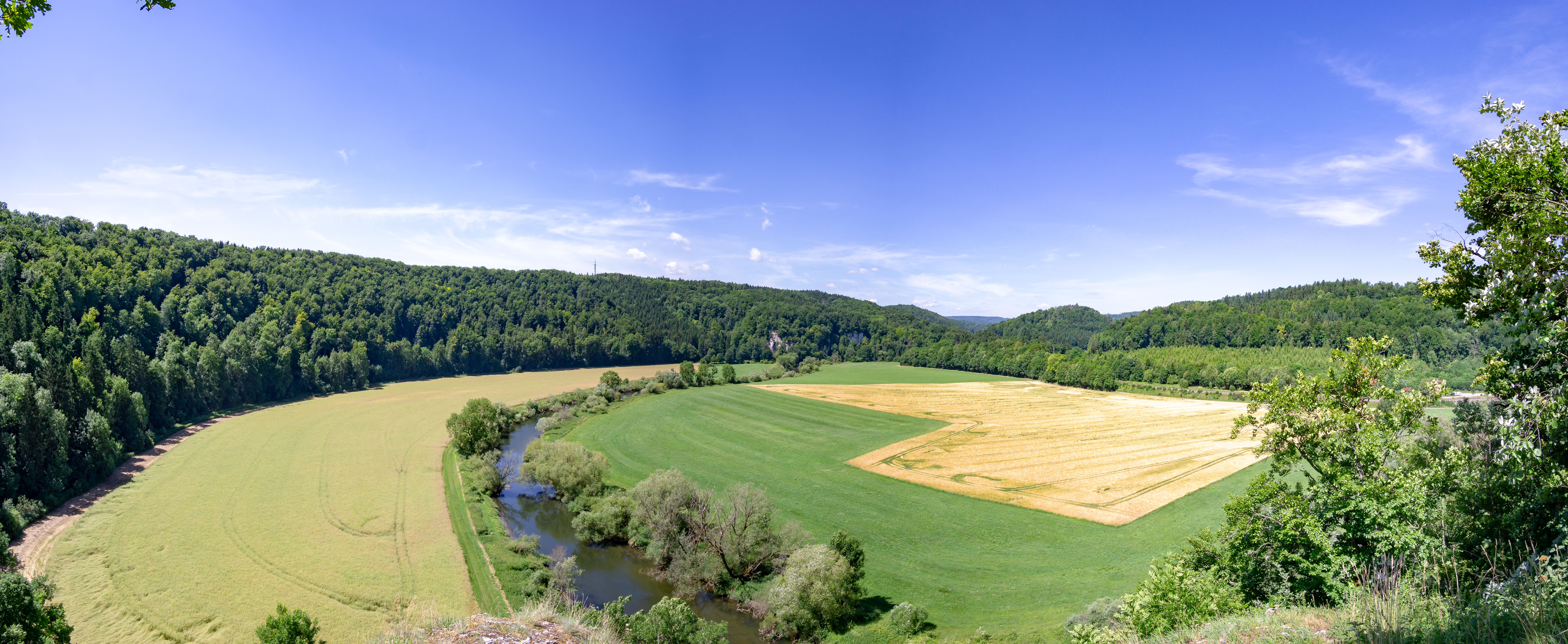
Aussicht vom Känzele

Einen besonderen Panoramablick bietet sich vom Känzele, dem Scheitel eines 20 Meter hohen Felsvorsprungs über der Donau, die hier mäandrierend durch ein weites Wiesental, die Degernau, fließt. Bei Hochwasser, zumal nach der Schneeschmelze im Frühjahr, verwandelt sich die Talaue in eine Seenlandschaft. Der Ausblick reicht weit über die Degernau hinweg auf bewaldete Hänge und Anhöhen bis zur Ruine Gebrochen Gutenstein, dem kegelförmigen, mit Buchen bestandenen Tiergärtle und ganz am Horizont bis zum Lenzenfelsen (790 m ü. NN) auf halber Strecke nach Beuron. Die Westausrichtung des mit Geländern abgesicherten Aussichtsfelsens lässt zumal den Sonnenuntergang zu einem besonderen Erlebnis werden und bietet damit eine romantische Naturbegegnung wie sie in den Landschaftsgärten des 18. und 19. Jahrhunderts vielfach befördert wurde.

### Grotten und Felsentor

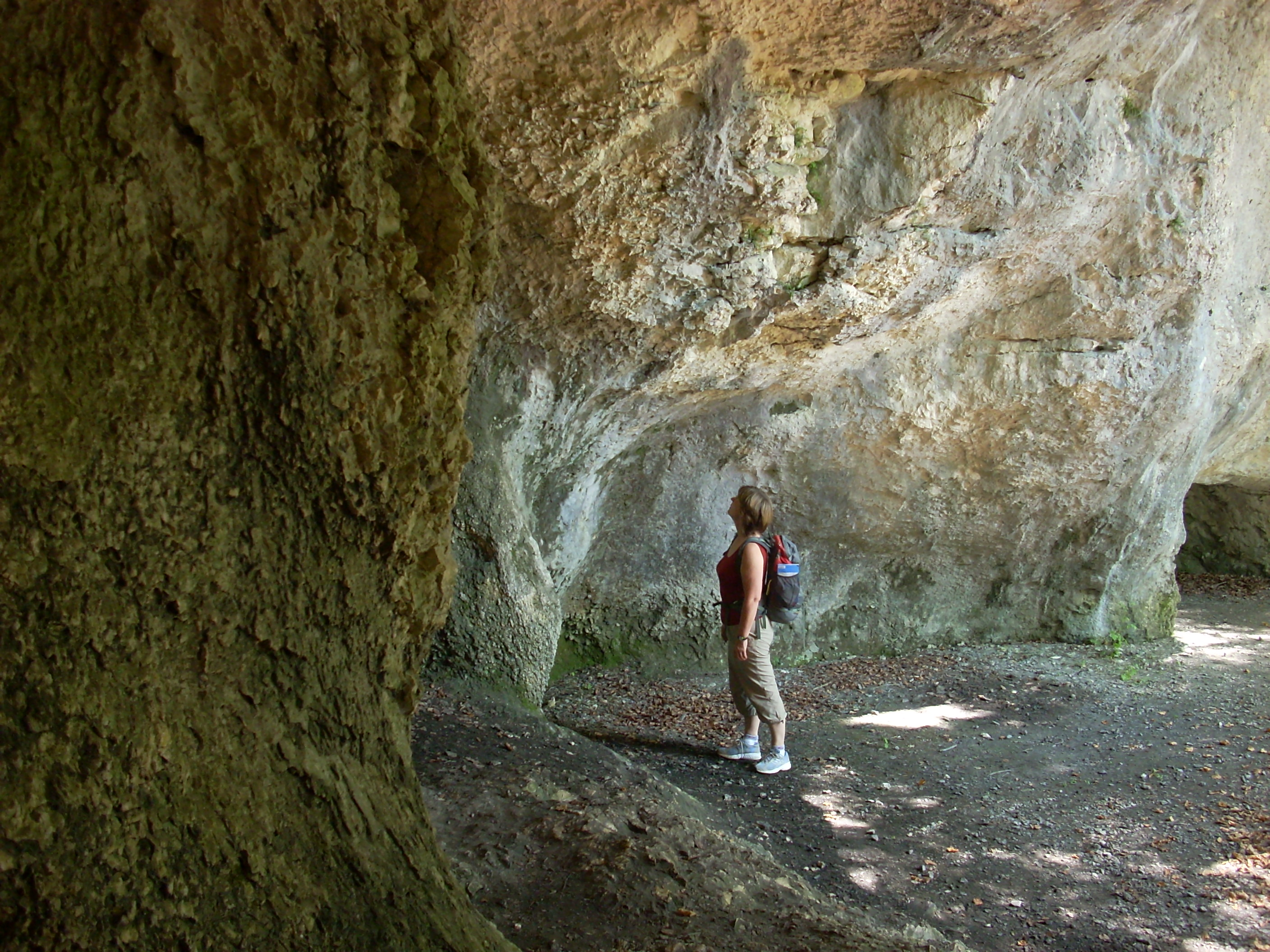
Die prähistorische „Nebelhöhle“ im Steilufer zur Donau

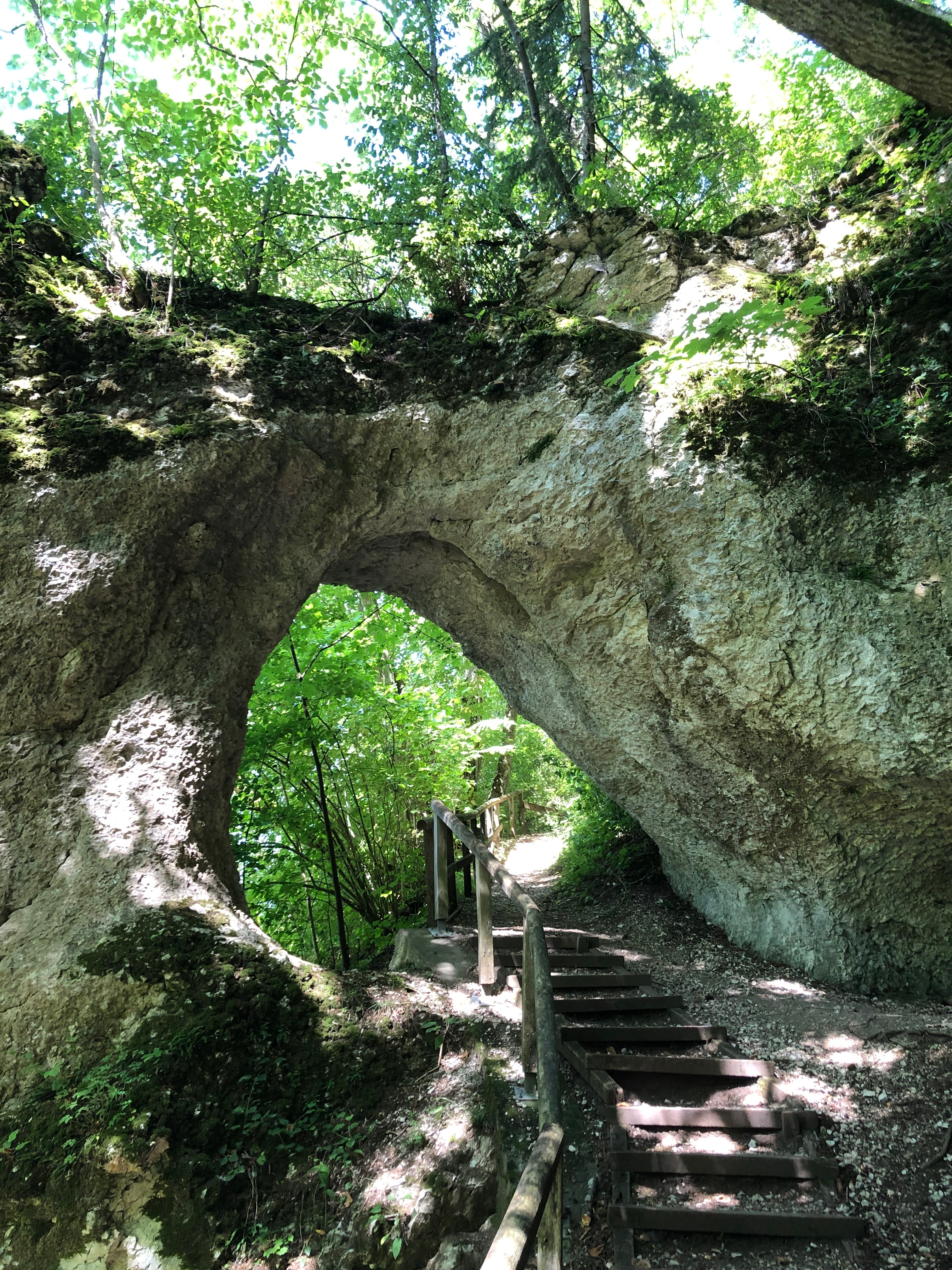
Felsentor

Der romantischen Partie des Parks sind die Inzigkofer Grotten, die Felsüberhänge und ein gewaltiges Felsentor zuzurechnen, die der Wanderer auf einem Treppenweg beim steilen Abstieg vom Känzele erreicht. Erwähnenswert ist die Nebelhöhle, eine mehr als fünf Meter hohe und über zehn Meter tiefe Felsengrotte, die während der Nutzung Inzigkofens als Sommersitz durch Erbprinz Karl Anton und seine junge Familie in den 1840er Jahren mit Tischen und Holzbänken möbliert und mit altertümlichen hölzernen Waffen entlang den Felswänden ausstaffiert war. Zum Abschluss von Jagden wurde hier die Strecke, das erlegte Wild, aufgereiht und „verblasen“. Die Felsformationen sind Auswaschungen von Massenkalken, die aus Schwammriffen im tropisch-warmen Weißjurameer vor ca. 150 Millionen Jahren organisch entstanden sind. Die Auswaschungen und die gesamte Tallandschaft wurden dabei von der Schmeie ausgeformt, deren Bett die Donau nach der Risseiszeit hier übernommen hat.

### Felsdach Inzigkofen
Bei archäologischen Untersuchungen im unterhalb des Nickhofs gelegenen Felsdach Inzigkofen 1938 durch Eduard Peters und 1965 durch Wolfgang Taute konnte eine ca. ein Meter mächtige Fundschicht entdeckt und teilweise ausgegraben werden. Es fanden sich typisch mittelsteinzeitliche (ca. 8000–5500 v. Chr.) Artefakte wie Hirschgeweihharpunen und Steingeräte (Mikrolithen). Die Jungsteinzeit (ca. 5500–2000 v. Chr.) und die Bronzezeit (ca. 2000–800 v. Chr.) konnten durch Funde von Tierknochen, Fischresten, Geweih- und Steinartefakten belegt werden. Es fanden sich sogar einzelne Knochen und Zähne menschlichen Ursprungs. Mächtige Brandschichten weisen auf das Vorhandensein von Lagerfeuern hin. Das Felsdach war kein ganzjährig genutzter Wohnplatz, sondern ein saisonal aufgesuchter Lagerplatz für die Jagd und den Fischfang im Donautal.

### Meinradskapelle

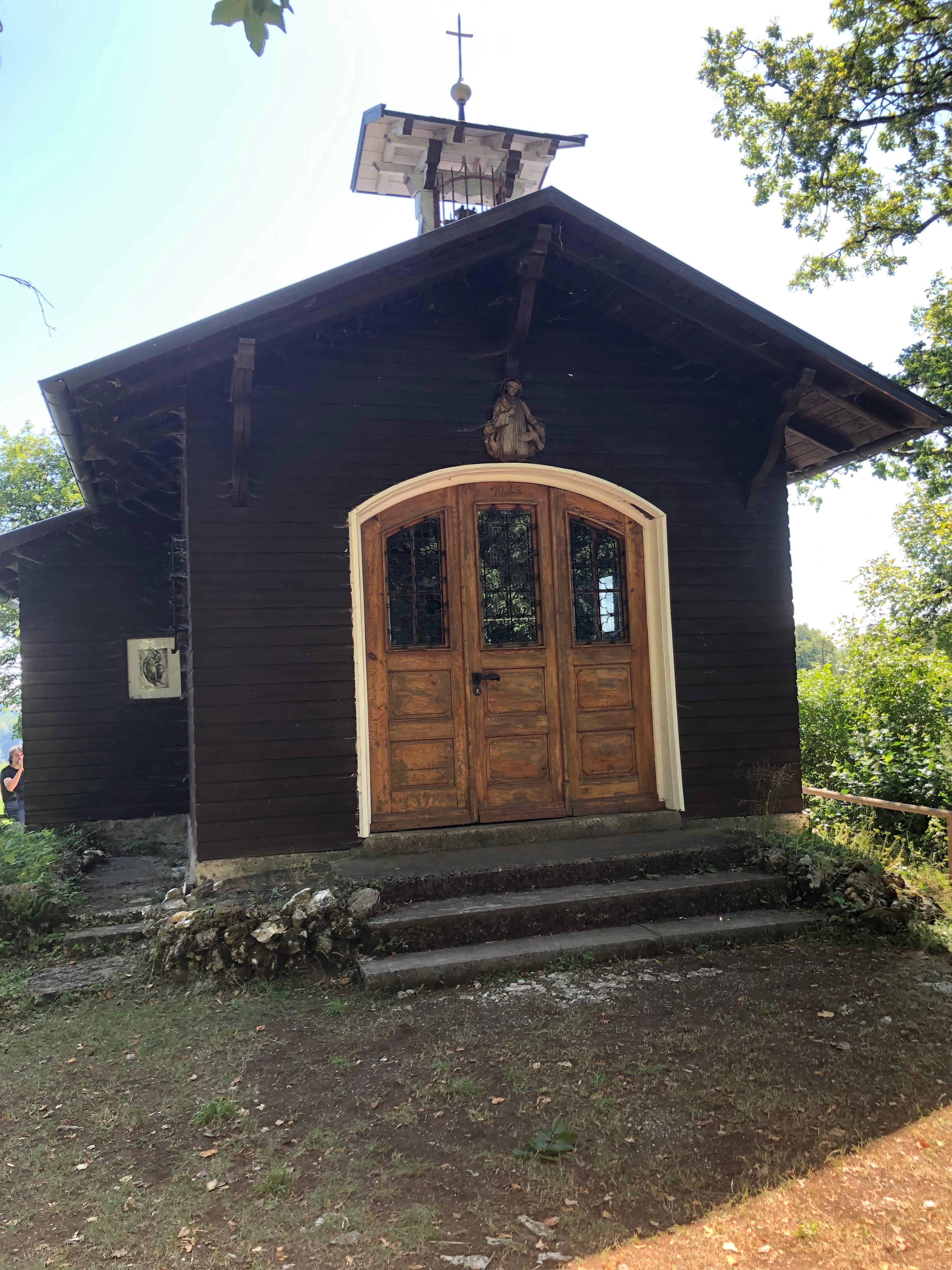
Meinradskapelle

Eine herrschaftliche Gründung ist die auf dem höchsten Punkt der Eremitage im Fürstlichen Park stehende Kapelle St. Meinrad. Sie stammt aus dem Jahr 1840 und ist mit einer Kreuzigungsgruppe, das heißt vier Gemälden aus Öl auf Kupfer, ausgestattet. 1947 wurde die alte Kapelle durch ein Feuer zerstört und 1948 wieder aufgebaut. Seit jener Zeit gibt es dort ein Gedenken an die Schlacht von Stalingrad mit großen Gedenkfeiern in den 1960er Jahren.